# 1911
Cette page concerne l'année 1911 (MCMXI en chiffres romains) du calendrier grégorien.
L'année 1911 est une année commune qui commence un dimanche.

## En bref
- 19 mars : première Journée internationale des femmes : un million de femmes manifestent en Allemagne, en Autriche, au Danemark et en Suisse[1].
- 1er juillet : coup d’Agadir.
- 29 septembre : début de la guerre italo-turque.
- 10 octobre : début de la révolution chinoise.
- 20 octobre : départ de l’expédition Amundsen vers l’Antarctique[2].
- 1er décembre : départ de l’île Macquarie de l’expédition antarctique australasienne vers l’Antarctique[2].
- 14 décembre : Roald Amundsen atteint pour la première fois le pôle Sud[2].

## Événements

### Afrique

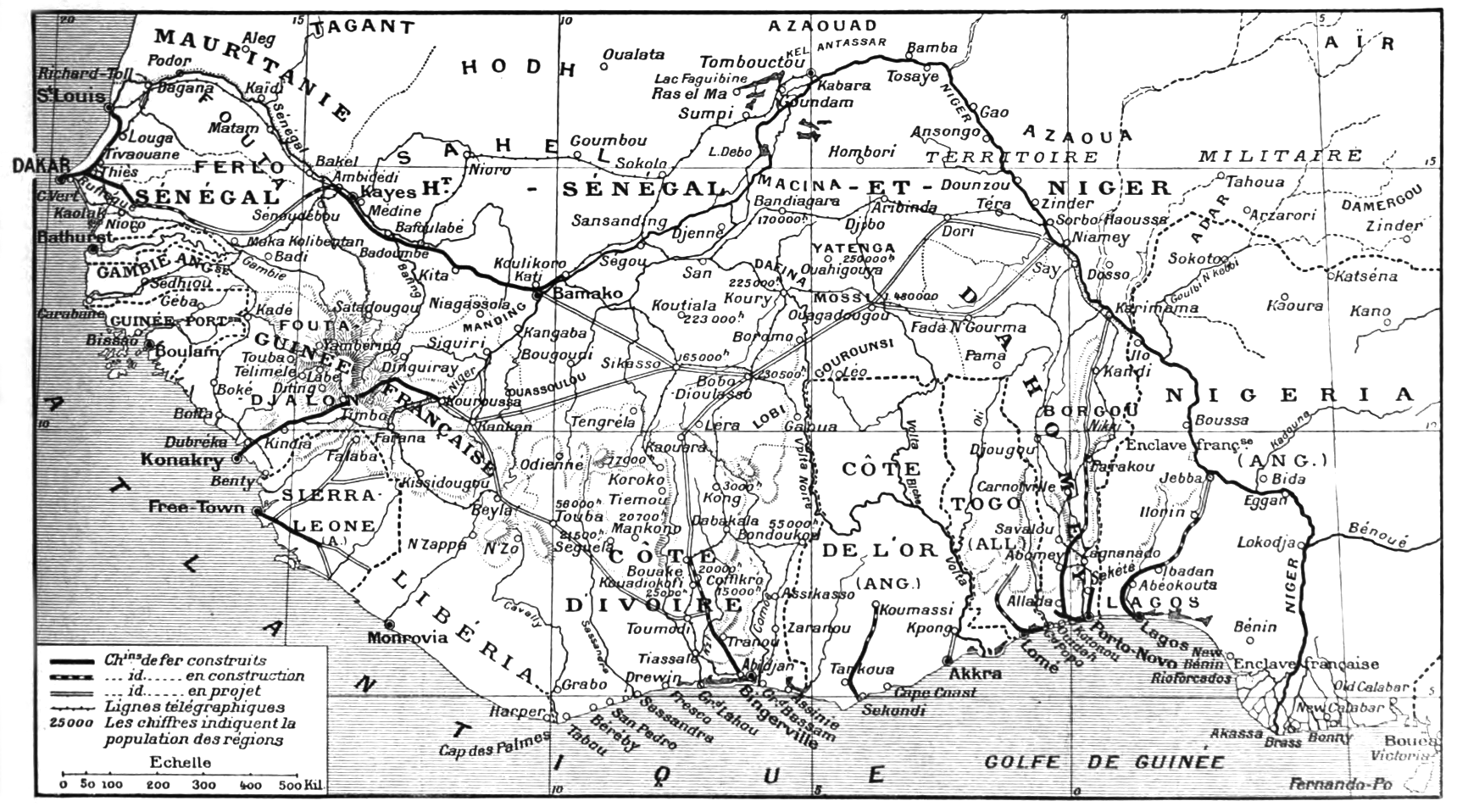
Carte d’ensemble des chemins de fer de l’Afrique occidentale française en 1911

- 12 janvier, Tchad : Mohamed-es-Senoussi, qui dirigeait le Dar Kouti, est assassiné lors de son arrestation par les Français[3]. Les Senoussi résistent jusqu’en 1917[4].

- 14 avril : l’État belge passe un contrat avec la société britannique Lever pour créer la HCB (Huileries du Congo belge)[5].
- 19 avril : second traité Maasaï. Au Kenya, les Maasaï sont expulsés de leurs terres et regroupés par la force dans les réserves[6].
- 20 avril : Native Labour Regulation Act en Afrique du Sud[7]. Il étend au secteur minier les sanctions criminelles contre les ruptures de contrat et les grèves lorsqu’elles émanent des travailleurs africains[8].

- 28 juin : un arrêté général détache le cercle de Gao du territoire militaire pour l’intégrer à la région de Tombouctou[9].

- 28 septembre : les autorités britanniques capturent la prêtresse Muhumuza, mère de Bilegeya, demi-frère et rival du mwami Musinga. Cinquante de ses suivants sont tués. Elle est transférée à Kampala où elle meurt en 1945[10]. Son autre « fils », Ndugutse organise une grande insurrection au Nord du Rwanda ; il est rejoint par Rukara, un chef hutu, Basebya, un chef twa, et des Tutsi de la région opposés à Musinga. Les troupes allemandes répriment la révolte de Ndungutse en avril 1912[11].

- 27 octobre : le sultan du Ouaddaï Doudmourrah se rend à Abéché; après la destitution de son compétiteur Acyl en 1912, le royaume du Ouaddaï est supprimé[12].

- 4 novembre : le Kamerun s’étend vers le Congo et l’Oubangui à la suite des accords d’Agadir entre l’Allemagne et la France (Neukamerun)[13].
- 17 novembre : Le Mines and Works Act légalise le Colour Bar qui interdit aux Noirs d’Afrique du Sud de postuler l’emploi de travailleurs spécialisés. Le pass-system les assigne à résidence[14].

- 7 décembre : un décret transforme le territoire militaire de Zinder en territoire militaire du Niger[9].
- Décembre : l’émir de l’Adrar Ahmed Ould Aïda, chassé de Mauritanie par l’armée française se réfugie dans le Hodh, au nord-ouest de Tombouctou. Il est vaincu et fait prisonnier le 13 avril 1912[15]. Après cette opération, un poste militaire est établi à Oualata.

- Révolte des Acholi contre les réquisitions de travail et les tentatives de désarmement par les Britanniques en Ouganda[16].
- Sécheresse et famine généralisée au Sahel (1911-1914)[17]. Famine au sud de l’Angola[18].

#### Afrique du Nord

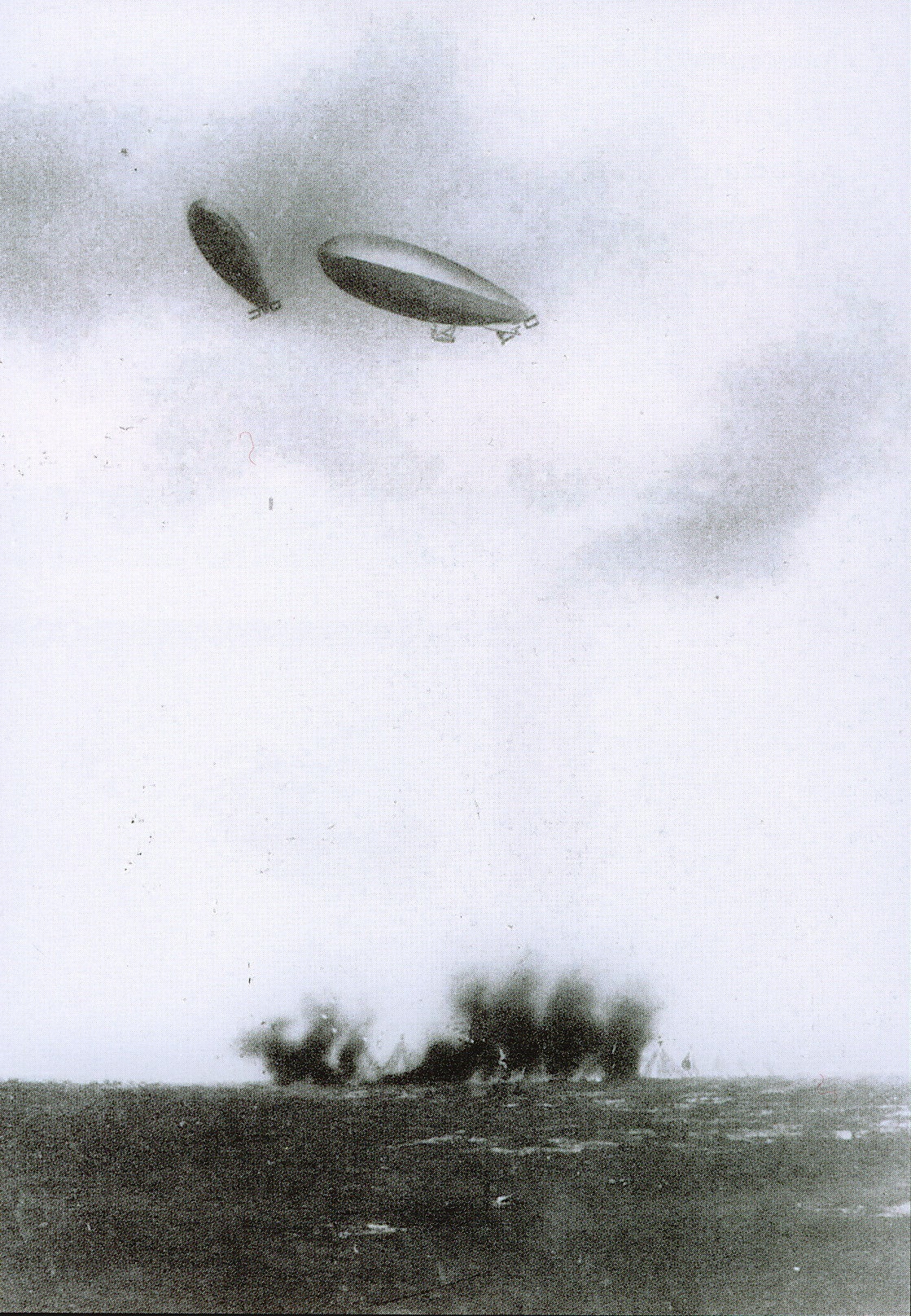
Guerre italo-turque : bombardement aérien par des zeppelins en Tripolitaine

- 23 avril : la France décide d’intervenir militairement au Maroc pour dégager Fès menacée par les tribus hostiles au sultan[19].
- Bataille de Tobrouk. Lourd revers de l’armée italienne face aux Libyens et Turcs commandés par Mustapha Kemal.

- 21 mai : une colonne française partie de Kénitra entre à Fès. Elle occupe Meknès où Zin al-Abidin, frère de Moulay Hafid, qui s’est fait proclamer sultan, doit se rendre ; elle rentre à Rabat le 8 juillet après avoir sécurisé la route entre Fès et le littoral[20].
- 1er juillet : coup d’Agadir. Un cuirassé allemand, le Panther, se présente dans le port d’Agadir, pour protester contre l’avancée des troupes françaises au Maroc. Début de la Seconde crise marocaine[20].
- 15 juillet : Horatio Herbert Kitchener est nommé consul britannique d’Égypte[21]. Il arrive à Alexandrie le 28 septembre, s’attache à développer l’économie, à réformer les lois injustes, et mène une répression politique sévère contre les nationalistes[22]. Les Britanniques considèrent que la Palestine doit être intégrée dans le système défensif impérial. Kitchener établit des contacts avec les autonomistes arabes de Syrie et d’Égypte et envisage le rattachement de la Syrie et la Palestine à l’Égypte khédiviale.
- 29 septembre : l’Italie déclare la guerre à l’Empire ottoman[23]. Un corps expéditionnaire de 100 000 hommes est constitué.

- 3 - 5 octobre : la flotte italienne bombarde la côte de la Cyrénaïque et la Tripolitaine (Régence de Tripoli, actuelle Libye) et envoie à terre un détachement de la marine[24].
- 5 octobre : prise de Tripoli par l’armée italienne en Tripolitaine[24].
- 19 octobre : l’armée italienne s’empare de Benghazi[24].
- 23 octobre : bataille de Shar al-Shatt. Le pilote italien Carlo Piazza survole les positions turques autour de Tripoli. Il s'agit de la première utilisation dans l'histoire d'un avion dans le cadre d'une reconnaissance aérienne[25]. Les Turcs et les Arabes attaquent les positions italiennes dans l’oasis de Tripoli tandis qu’une partie de la population s’insurge contre ses arrières et dans la ville. Un régiment de bersaglieri subit de lourdes pertes[24].

- 1er novembre : premier bombardement aérien de l'histoire effectué par l’officier italien Giulio Gavotti en Tripolitaine[24].
- 4 novembre : convention franco-allemande réglant la seconde crise marocaine, les Allemands obtenant pour leur retrait du Maroc une compensation au Congo, les Français récupèrent le Bec de Canard au Tchad[20].
- 5 novembre : l’Italie proclame sa souveraineté sur la Tripolitaine et la Cyrénaïque[24].
- 7-8 novembre : affaire du Djellaz en Tunisie suivie de la loi martiale jusqu’en 1921[26].

### Amérique
- 10 janvier : le président libéral du Honduras Miguel Dávila, débordé par le mouvement révolutionnaire des partisans de son prédécesseur le conservateur Manuel Bonilla, est contraint de signer un traité avec les États-Unis et d’accepter le contrôle financier du gouvernement américain. Le même jour le général Bonilla débarque à Trujillo avec un navire de guerre et une troupe de mercenaires américains conduite par Lee Christmas et Guy « Machine Gun » Molony, recrutés par le président d’United Fruit Samuel Zemurray. Le 26 janvier, le gouvernement américain envoie plusieurs canonnières au Honduras, et les Marines occupent les ports du nord. Dávila se retire en mars et les élections d’octobre confirment la présidence à Bonilla[27].
- 26 janvier : un accord économique de réciprocité entre les États-Unis et le Canada est soumis au Parlement canadien et au congrès des États-Unis. Il échoue devant l’opposition des Canadiens[28].
- 17 janvier : Manuel Gondra renonce à la présidence du Paraguay ; le libéral Albino Jara le remplace. Le Paraguay est en proie à l’anarchie (fin en mai 1912)[29].

- 1er mars : José Batlle y Ordóñez est réélu à la présidence de l’Uruguay (fin en 1915). Il lance un large programme de réformes sociales et économiques[29] qui instaure le droit de grève et de syndicalisation, la journée de travail de huit heures et la semaine de six jours (1915), la protection des mineurs et le droit à la retraite[30]. Lois sur le divorce, l’éducation gratuite et les congés de maternité.

- 9 mai, Nicaragua : les États-Unis contraignent Estrada à démissionner et le vice-président Adolfo Díaz lui succède[31]. Plus conciliant, il cède aux nord-américains le contrôle des chemins de fer nationaux, de la compagnie maritime du lac et de la Banque nationale.

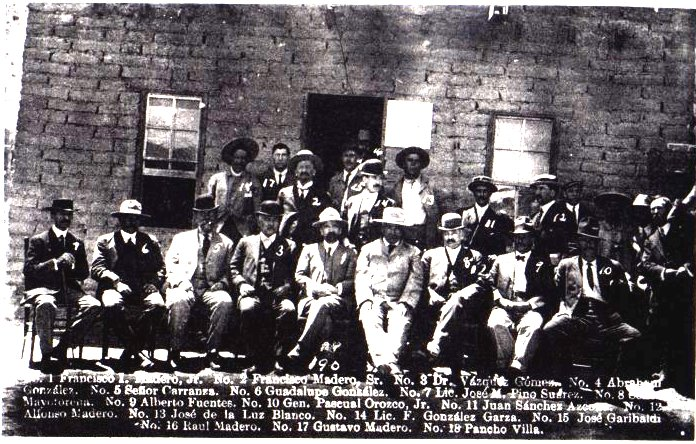
10 mai : prise de Ciudad Juárez. Photo officielle des vainqueurs : José María Pino Suárez, Venustiano Carranza, Francisco I. Madero, Pascual Orozco, Pancho Villa...

- 10 mai, Révolution mexicaine : Pascual Orozco et Pancho Villa s’emparent de Ciudad Juárez[32].

- 21 mai : le pacte de Ciudad Juárez met fin à la première phase de la Révolution mexicaine ; le président Díaz et le vice-président Ramón Corral doivent démissionner à la fin du mois et le Secrétaire des Affaires étrangères, Francisco León de la Barra, est nommé président par intérim jusqu’à la tenue d’élections libres[32].

- 25 mai : Porfirio Díaz abandonne le pouvoir puis quitte définitivement le Mexique le lendemain[32].
- 7 juin : le chef de la Révolution mexicaine Francisco Madero entre triomphalement à Mexico[32].
- 24 juillet : l’explorateur américain Hiram Bingham découvre la cité de Machu Picchu au Pérou[33].

- 23 septembre : manifeste du Parti libéral mexicain au peuple du Mexique cosigné par Ricardo Flores Magón[34].
- 15 octobre : Francisco Madero remporte les élections présidentielles au Mexique[35]. Il prend ses fonctions le 6 novembre[32], mais ne peut mettre fin aux remous politiques et militaires qui agitent le pays. D’autres rebelles, comme Emiliano Zapata et Pancho Villa, refusent de se soumettre à son autorité. Ses partisans sont divisés, et la création par le nouveau président du parti constitutionnel progressiste exacerbe les passions. Les dirigeants paysans sont choqués de la décision de Madero de dissoudre les armées révolutionnaires et non l’armée fédérale, vaincue. Madero ne se montre pas en mesure de tenir ses timides promesses de réformes agraires.
- 31 octobre : plan de Tacubaya, au Mexique. Les partisans de Emilio Vázquez Gómez dénoncent la politique de Madero et proclament Vázquez président[36].

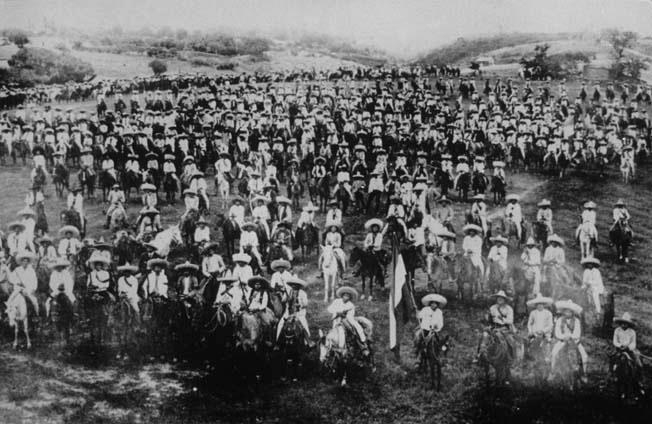
28 novembre : début de l’insurrection zapatiste

- 28 novembre : Zapata lance son plan de Ayala[32], deuxième manifeste révolutionnaire très critique à l’égard de Madero et annonce l’intention des paysans de s’emparer des terres dont ils ont été dépossédés. Zapata reprend la lutte contre l’armée fédérale. L’agitation atteint les milieux ouvriers.

### Asie
- 18 février : séisme de Sarez, dans les montagnes du Pamir. Formation du lac Sarez[37].
- 21 février : signature d’un traité de commerce et de navigation entre les États-Unis et l’empire du Japon ; il entre en vigueur le 17 juillet (fin en 1940)[38].

- 10 octobre, Chine : soulèvement de Wuchang[39]. La révolte préparée par Sun Yat-sen (dirigeant du parti Tongmenghui) éclate à Wuchang où la garnison se soulève. Les insurgés proclament la république et organisent un gouvernement provisoire présidé par Li Yuanhong et Wu Tingfang. Canton se révolte à son tour et entraîne toute la Chine du Sud.
- 27 - 30 octobre, Chine : les impériaux parviennent à reprendre Hankou[40].
- Octobre : arrestation de plus de 600 Coréens appartenant au Sinminhoe (association du nouveau peuple), dont une majorité de chrétiens, accusés par le gouvernement japonais à la suite de multiples tentatives d’assassinats du gouverneur-général de Corée Terauchi Masatake au début de la domination japonaise. 105 d’entre eux sont condamnés aux travaux forcés en 1912[41].

- 1er novembre : en Chine, le régent Zaifeng fait appel à Yuan Shikai pour rétablir la situation[39]. Celui-ci lui demande de démissionner (6 décembre)[42].

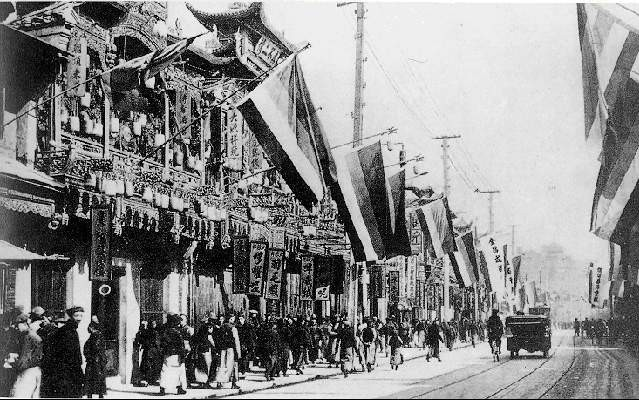
Rue de Nankin, à Shanghai pendant la Révolution chinoise.

- 3 novembre, Chine : les républicains réussissent à prendre Shanghai[43].

- 20 - 27 novembre, Chine : les impériaux parviennent à reprendre Hanyang[40].

- 28 - 2 décembre, Chine : les républicains prennent Nankin où ils établissent leur capitale[44].

- 1er décembre : la Mongolie-Extérieure fait sécession avec l’appui de l’Empire russe[45].
- 11 décembre, Inde : la décision d’annuler la partition du Bengale est prononcée par le roi George V lors de son couronnement comme empereur des Indes au Grand Durbar (assemblée de notables), à Delhi[46].
- 15 décembre : George V pose la première pierre de la ville de New Delhi, future capitale de l’Inde britannique, à la place de Calcutta[47].

- 29 décembre : élection de Sun Yat-sen comme premier président de la République de Chine[48].

- Criminal Castes and Tribes Act en Inde[49].

### Proche-Orient
- 19 août : accord germano-russe de Potsdam sur un partage d’influence en Perse et sur le chemin de fer de Bagdad[50].

- 9 octobre : traité de Daan entre l’iman zaïdite Yahyâ et l’empire ottoman. Le Yémen obtient une quasi-indépendance[51].
- Octobre : fondation à Bakou du parti Müsavat (« Égalité »), d’abord socialisant, puis nationaliste azéri[52].

- 11 novembre : ultimatum russe au majlis d’Iran avec l’accord britannique pour exiger le renvoi du trésorier général Morgan Shuster[53].
- 21 novembre : formation de l’Entente libérale par l’opposition à la turquisation de l’Empire ottoman[54].

- 24 décembre : dissolution du second majlis en Iran sous la pression des Russes et des Britanniques[55]. Fin de la révolution constitutionnelle de l’Iran. Le shah de Perse Mohammad Ali Shah est restauré.
- Fondation à Paris par de jeunes étudiants arabes d’Al-Fatat, société secrète qui vise à l’indépendance des pays arabes[56].

### Europe

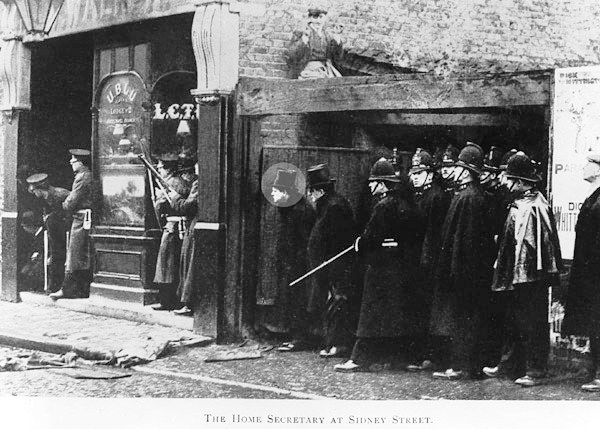
3 janvier : Winston Churchill lors du siège de Sidney Street.

- 3 janvier : siège de Sidney Street ; fusillade dans l'East End de Londres. La troupe intervient contre un groupe de cambrioleurs anarchistes lettons armé qui ont tué trois policiers. Ils sont carbonisés dans l’incendie de la maison où ils se sont réfugiés. L’implication du ministre de l’Intérieur, Winston Churchill, déclenche une crise politique majeure[57].
- 11 janvier : le gouvernement russe publie une circulaire qui interdit les réunions d’étudiants dans les locaux des universités et autorise la police à entrer sur les campus pour briser ces réunions avant même de recevoir une invitation de l’autorité des conseils de faculté. Elle déclenche une vaque d’agitation étudiante[58].

- 25 février : prise en charge des salaires des maîtres d’école par l’État en Espagne[59].

- 27 mars[60] (14 mars du calendrier julien) : en Russie, introduction des zemstvos dans les provinces occidentales[61].

- 29 avril : ouverture de l’exposition universelle de Turin[62].

- 26 mai, Allemagne : adoption d’un projet de constitution pour l’Alsace-Lorraine par le Reichstag, mais le Reichsland n’acquiert pas l’égalité des droits avec les États confédérés[63].
- 31 mai : lancement du Titanic le plus grand paquebot du monde à Belfast avec un public de 100 000 personnes[64].
- 31 mai-1er juin : premier congrès international de réglementation aérienne à Paris[65].

- 11 juin (29 mai du calendrier julien) :
  - loi agraire en Russie favorisant la dissolution de la commune rurale[61].
  - réforme constitutionnelle en Grèce[66]. Eleftherios Venizelos commence la réorganisation administrative, militaire et économique du pays.

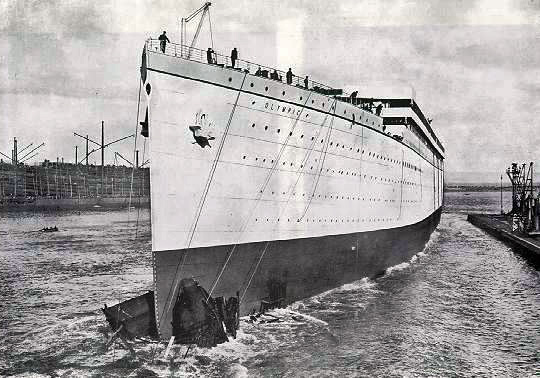
L’Olympic lors de son lancement le 20 octobre 1910.

- 14 juin : traversée inaugurale Southampton - New York de l’Olympic, alors le plus grand paquebot du monde[67].

- 5 juillet - 13 septembre : vague de chaleur[68].
- 19 juillet : code des assurances sociales (RVO) en Allemagne[69]. Les ouvriers agricoles obtiennent le bénéfice des assurances sociales[70].

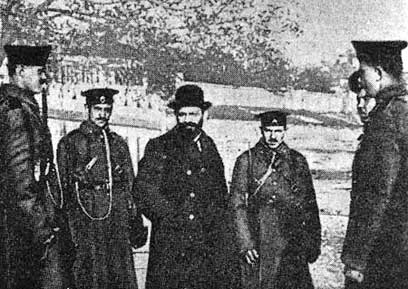
21 juillet : arrestation de Beilis.

- 21 juillet, Kiev : arrestation de Beilis, accusé du meurtre d’un jeune garçon de treize ans, dont le cadavre a été retrouvé le 20 mars. Début de l’affaire Beilis, qui déclenche une vague de critiques contre la politique antisémite de l’Empire russe[71].
- 26 - 29 juillet : congrès universel des Races à Londres[72].
- 28 juillet, Royaume-Uni : création et enregistrement de la compagnie maritime Blue Star Line[73].

- 18 août, Royaume-Uni : Parliament Act[74]. Réduction des pouvoirs de la Haute assemblée, qui perd son droit de veto sur les lois de finances. Les membres de la chambre des Communes reçoivent une indemnité.

- 3 et 24 septembre : élections législatives suédoises[75].
- 18 septembre (5 septembre du calendrier julien) : mort à Kiev du Premier ministre Piotr Stolypine à la suite d’un attentat[76]. Vladimir Kokovtsov devient président du conseil (fin en 1914).

- 21 octobre : Zita de Bourbon-Parme épouse celui qui deviendra l'empereur Charles Ier d’Autriche à la mort de François-Joseph[77] ; ils ne règneront que deux ans (1916-1918).

- 3 novembre : cabinet Karl von Stürgkh en Autriche[78].

- 4 novembre :  traité officiel franco-allemand signé à Berlin qui met fin à la crise d'Agadir.

- 16 décembre : le National Insurance Act reçoit la sanction royale au Royaume-Uni. Protection sociale contre la maladie pour ceux qui ont un emploi. Il entre en vigueur le 15 juillet 1912[79].
- 21 décembre : premier braquage avec utilisation d'une automobile par Jules Bonnot, Octave Garnier et Raymond Callemin, membres de la bande à Bonnot, au 148 rue Ordener à Paris contre la Société générale[80].

#### Portugal
- Février : en réaction à la loi de séparation de l’Église et de l’État les évêques publient une lettre pastorale, rédigée le 24 décembre 1910, où ils réitèrent la doctrine du respect dû aux pouvoirs constitués, mais où ils affirment l’impossibilité de coopération des catholiques avec les ennemis du catholicisme[81]. Sa lecture dans les églises est interdite par le Parlement.

- 14 mars : loi électorale. Suffrage universel aux citoyens majeurs (21 ans), sachant lire et écrire, ou chef de famille depuis au moins un an[82]. Il s’agit de lutter contre le phénomène du « caciquisme ». En effet, dans les campagnes, un cacique, souvent le curé, dicte aux habitants (illettrés) leurs attitudes politiques.
- 22 mars : création des universités de Lisbonne et de Porto ; avant ce décret, Coïmbra était l’unique ville universitaire du Portugal[83].
- 20 avril : loi de séparation de l’Église et de l’État au Portugal ; elle doit entrer en vigueur le 1er juillet ; l’épiscopat refuse la loi le 5 mai[84]. Le Portugal supprime les subventions aux écoles privées (1911-1926).

- 22 mai : une nouvelle monnaie, l’escudo, se substitue au réal[85].
- 28 mai : victoire du Parti républicain portugais aux élections législatives[86]. La nouvelle assemblée se réunit le 19 juillet pour établir une constitution.

- 21 août : promulgation de la constitution portugaise[86]. Elle fondée sur le principe de la séparation des trois pouvoirs, accordant la priorité au Parlement (bicaméralisme).
- 24 août : Manuel de Arriaga devient le premier présidents de la République[87].
- 28 décembre : exil du patriarche de Lisbonne, des archevêques d’Evora et de Braga, des évêques[88]. Les prêtres refusent à 80 % les pensions offertes par l’État. Le conflit s’apaisera rapidement.

- Semaine de six jours à la suite des mouvements de grève[89].
- Scolarité obligatoire de 7 à 10 ans[84].

## Prix Nobel
- Prix Nobel de physique : Wilhelm Wien
- Prix Nobel de chimie : Marie Curie
- Prix Nobel de physiologie ou médecine : Allvar Gullstrand
- Prix Nobel de littérature : Maurice Maeterlinck
- Prix Nobel de la paix : Tobias Asser et Alfred Hermann Fried

## Décès en 1911

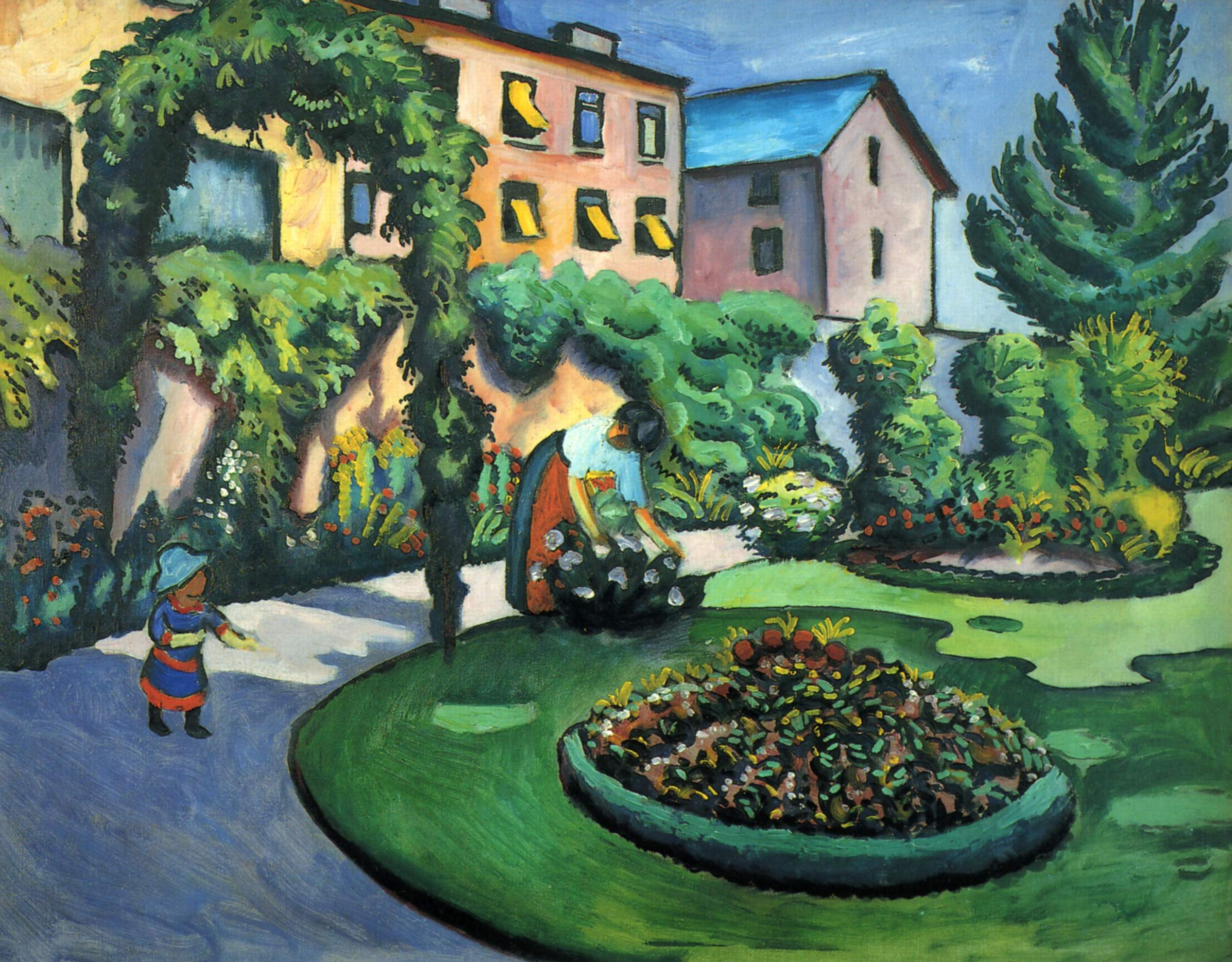
Jardin, d'August Macke.La peinture en 1911 sur Commons